# Міський палац культури (Кременчук)
Міський палац культури — палац культури у Кременчуці, є головним культурним і мистецьким осередком міста, в якому працюють численні культурно-мистецькі та творчі колективи.

## Будівля
Типовий проект  2С-06-6. Корисна площа будівлі становить 7500 м, об'єм будівлі — 63000 м³. У палаці містяться дві глядацьких зали: велика на 1200 місць і мала на 335. Приміщення оздоблені карельським мармуром, туфом, фельзитом, цінними породами дерева. Зовні споруда оздоблена вітражем і панно.

### Сучасність
За майже 40 років свого існування палац жодного разу капітально не ремонтувався. Через свій вік будівля має ряд проблем.

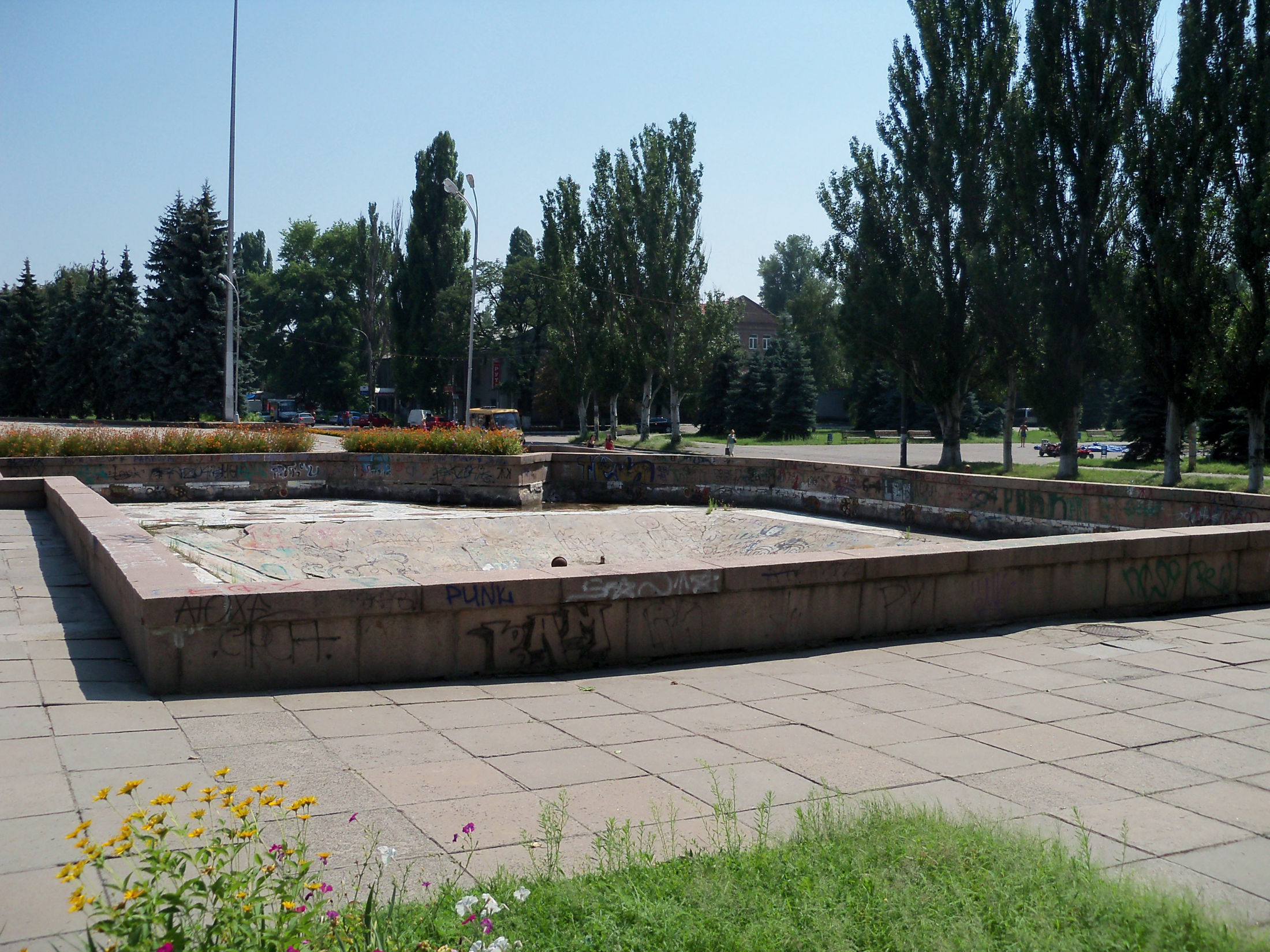
Нефункціонуючий фонтан

Під час весняних паводків підвали споруди затоплює вода. Це відбувається через інженерну помилку: підвал було закладено на 1,2 метра нижче від рівня Дніпра. Через це вода щороку стоїть у колодязях несучих конструкцій оркестрової ями, під воду уходять рейки та колеса поворотного кола сцени.
Система протипожежної безпеки повністю непридатна: сигналізація зношена, протипожежні комунікації роз'їла корозія.
Праве крило палацу потроху відокремлюється від головної будівлі через чималу тріщину на місці стику. Повідомляється, що з боку сцени встановлені спеціальні маячки: відхилення прибудови з кожним роком збільшується.
Система вентиляції не працює. Принцип роботи її наступний: фонтан на площі перед палацом — основний ланцюг, який виконував роль охолоджувача води, що надходила з холодосистеми, розташованої на задньому дворі. Після того, як у фонтані потонув 5-річний хлопчик, фонтан осушили, а палац залишився без вентиляції.

## Культурне значення
Палац завжди відігравав роль одного з найбільших культурних осередків міста. Завдяки потужностям — площам і технічному оснащенню він якнайкраще пристосований для проведення культурних та суспільних заходів — концертів, виставок, ярмарок, аукціонів різноманітного профілю.
Крім цього у палаці розміщено 26 гуртків народної самодіяльності, 8 з яких носять звання «народних». На його сцені гастролюють театральні трупи з різних міст України та ближнього зарубіжжя, проходять всі виступи фольклорних колективів, зірок естради:, Тіна Кароль, Валерій Меладзе , Потап і Настя Каменських. Тут же проходять різноманітні інші заходи, акції, шоу, торговельні виставки тощо (наприклад, саме у палаці відбувалися кастинги до популярних телепроєктів каналу СТБ талант-шоу Україна має талант під своєрідною назвою «Кременчук має талант»
).

## Історія
Палац почали будувати в 1966 році, здано будівлю було в 1972 році. Будівля коштувала місту 5 млн рублів. Тодішній начальник управління управління «Житлобуд» Володимир Матійченко через брак спеціалістів у місті найняв бригаду з Вірменії, яка привезла до Кременчука необхідні для будівництва матеріали: фельзит, мармур, цінну деревину. По завершенню робіт до міста прибув міністр будівництва, він був дуже невдоволений тим, що йому невідомо, де місто взяло таку суму грошей для побудови такої розкішної будівлі. Матійченка звільнили з посади та направили до села в районне будуправління.